# Fauna de Canarias

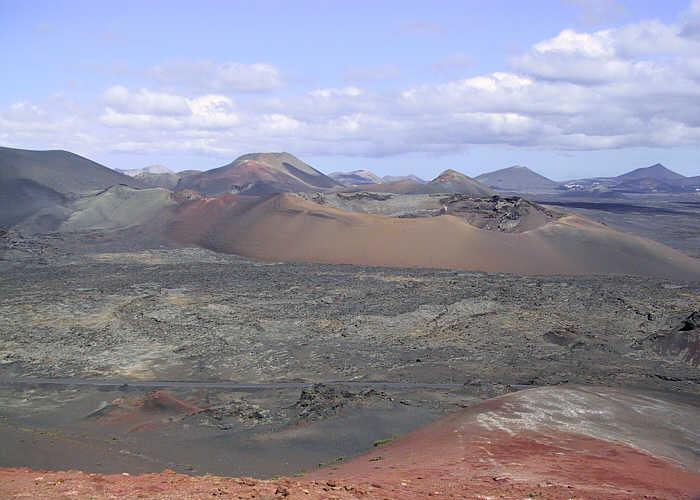
Timanfaya, en la isla de Lanzarote. Declarado parque nacional en 1974, alberga una interesante microfauna endémica que habita un paraje de apenas tres siglos de antigüedad.

La fauna de las islas Canarias presenta una compleja diversidad debido a dos factores determinantes; insularidad y clima. Originadas a principios del Mioceno, las islas Canarias han estado desde siempre aisladas del continente, lo que se refleja en su fauna con pocas especies y muchos endemismos. Este fenómeno se repite en muchos otros archipiélagos del mundo como las islas Galápagos, Australia, Madagascar o Nueva Zelanda. En el caso canario además hay que destacar la inclusión del archipiélago dentro de la Macaronesia, región de carácter volcánico especialmente rica en una microfauna de especies y subespecies endémicas. 
Por otro lado, las variedades climatológicas y paisajísticas dadas dentro de las islas Canarias repercuten en esa diversidad zoológica. Así, las islas más orientales, Lanzarote, Fuerteventura, Lobos, el archipiélago Chinijo, poseen espacios con hábitats semidesérticos e influenciadas por la presencia cercana del Sáhara. Bien diferentes son las islas más occidentales, que albergan bosques de pino canario y laurisilva debido a la influencia climática de los vientos alisios. En general, y dejando a un lado los endemismos, las especies presentes son propias del Mediterráneo y el Norte de África.
La transformación económica, política y demográfica de las últimas décadas en las islas ha repercutido en el medio ambiente insular. Un buen número de reptiles, aves y mamíferos endémicos se encuentran amenazados de extinción; diversos planes de protección, reproducción y conservación intentan evitar su total desaparición. También la creación de parques nacionales y otros espacios protegidos contribuyen a la perpetuación de especies que no se encuentran fuera de las islas.

## Diversidad faunística
En la actualidad viven en canarias unas 12 700 especies diferentes de animales terrestres, además de otras 4500 marinas. Entre ellas alrededor de 3600 especies son endémicas, la mayor parte terrestres.
Como es natural, los invertebrados son mucho más numerosos que los vertebrados, casi 8000 frente a 125 especies. La proporción de animales introducidos por el hombre es mucho mayor entre los vertebrados.
Antes de la llegada de los aborígenes, Canarias estaba habitada por animales endémicos, algunos extintos como por ejemplo; los lagartos gigantes (Gallotia goliath), las ratas gigantes (Canariomys bravoi y Canariomys tamarani) y las tortugas gigantes (Centrochelys burchardi y Centrochelys vulcanica), entre otros.

## Invertebrados

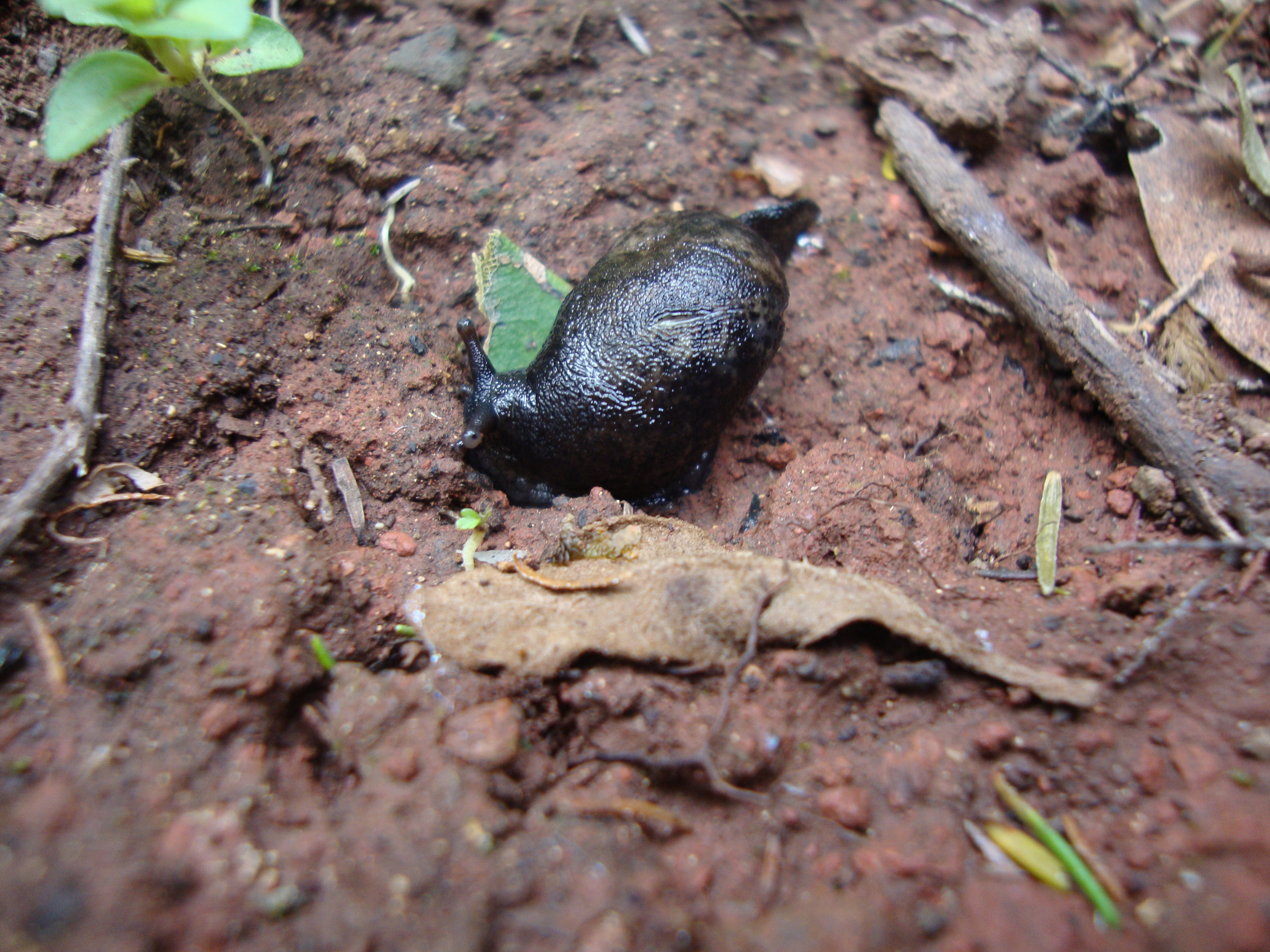
Babosa de laurisilva (Stylommatophora sp.) en Anaga, Tenerife.

El grupo taxonómico con mayor número de especies es el de los artrópodos con casi 8000 especies citadas (casi 7000 terrestres y algo más de 1000 marinas) que además tiene el porcentaje más alto de endemismos. La insularidad propicia que muchas especies sean endémicas, como los escarabajos del género Pimelia.
Les siguen en número de especies los moluscos, con más de 1400 especies, principalmente marinas (1170 spp.).

### Moluscos
Los caracoles terrestres y dulceacuícolas son uno de los grupos animales con mayor proporción de endemismos de Canarias. Los últimos datos publicados estiman que existen unas 250 especies diferentes, de las que aproximadamente un 80 % son endémicas del archipiélago, pero estos datos crecen a medida que se van describiendo nuevas especies (entre 2000 y 2003 se describieron 12 especies). Excluyendo las introducciones humanas se han contabilizado 30 géneros de estos animales en las islas, de los que seis son endémicos. El más diverso es Napaeus, del que existen más de medio centenar de especies. Otro género endémico destacable es Canariella (29 especies). El género Hemicycla cuenta con hasta 40 especies en las islas, Monilearia con unas 15 y Obelus con media docena.

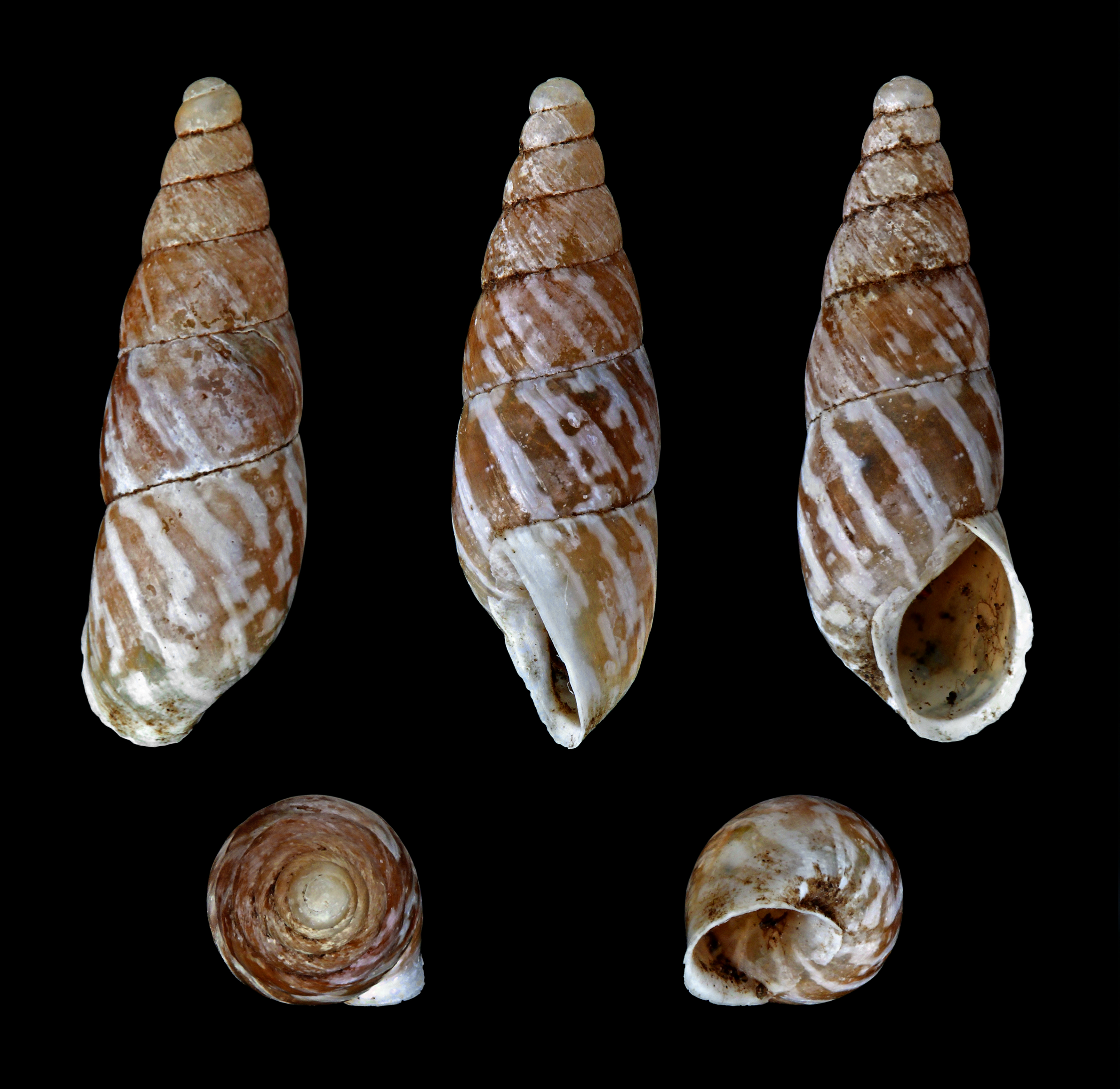
Napaeus variatus, endemismo tinerfeño.

Un grupo digno de mención son los vitrínidos, con unas 20 especies en Canarias. Estos tienen aspecto de babosas, pero en realidad tienen una pequeña concha visible. Debido a que no pueden retraerse dentro de esta tienen mayor riesgo de pérdida de agua y viven en lugares húmedos, como la Insulovitrina lamarckii, que habita los bosques de laurisilva de Anaga
Algunas de estas especies están en peligro de extinción, como Hemicycla saulcyi y Napaeus isletae, que sólo sobreviven en una pequeña área de La Isleta en la ciudad de Las Palmas de Gran Canaria, destinada a fines militares, o la tinerfeña Hemicycla plicaria, que sobrevive en una pequeña zona entre Candelaria, Las Caletillas e Igueste de Candelaria.

## Peces
Hay una gran variedad de peces en las costas canarias, no existiendo ninguna especie dulceacuícola autóctona.
Están establecidas al menos el pez rojo (Carassius auratus), la gambusia (Gambusia affinis), el black-bass (Micropterus salmoides), el guppy (Poecilia reticulata) y la carpa (Cyprinus carpio).

## Anfibios
No hay anfibios autóctonos en el archipiélago. Las dos únicas especies, ranita meridional (Hyla meridionalis) y rana común (Pelophylax perezi), son introducidas. Alrededor del año 1985 se introdujo la rana verde norteafricana (Pelophylax saharicus), pero sus poblaciones habían desaparecido en 2015.

## Reptiles

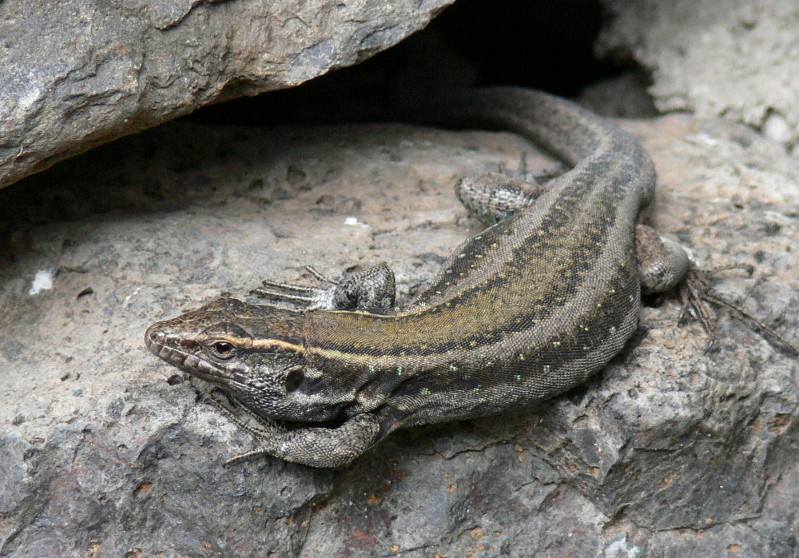
Hembra de G. caesaris

Hay en Canarias 16 especies endémicas de reptiles pertenecientes a tres géneros de tres familias distintas, lisas (Chalcides, Scincidae), perenquenes (Tarentola, Gekkonidae) y el género endémico de los lagartos gigantes (Gallotia, Lacertidae)

### Lisas

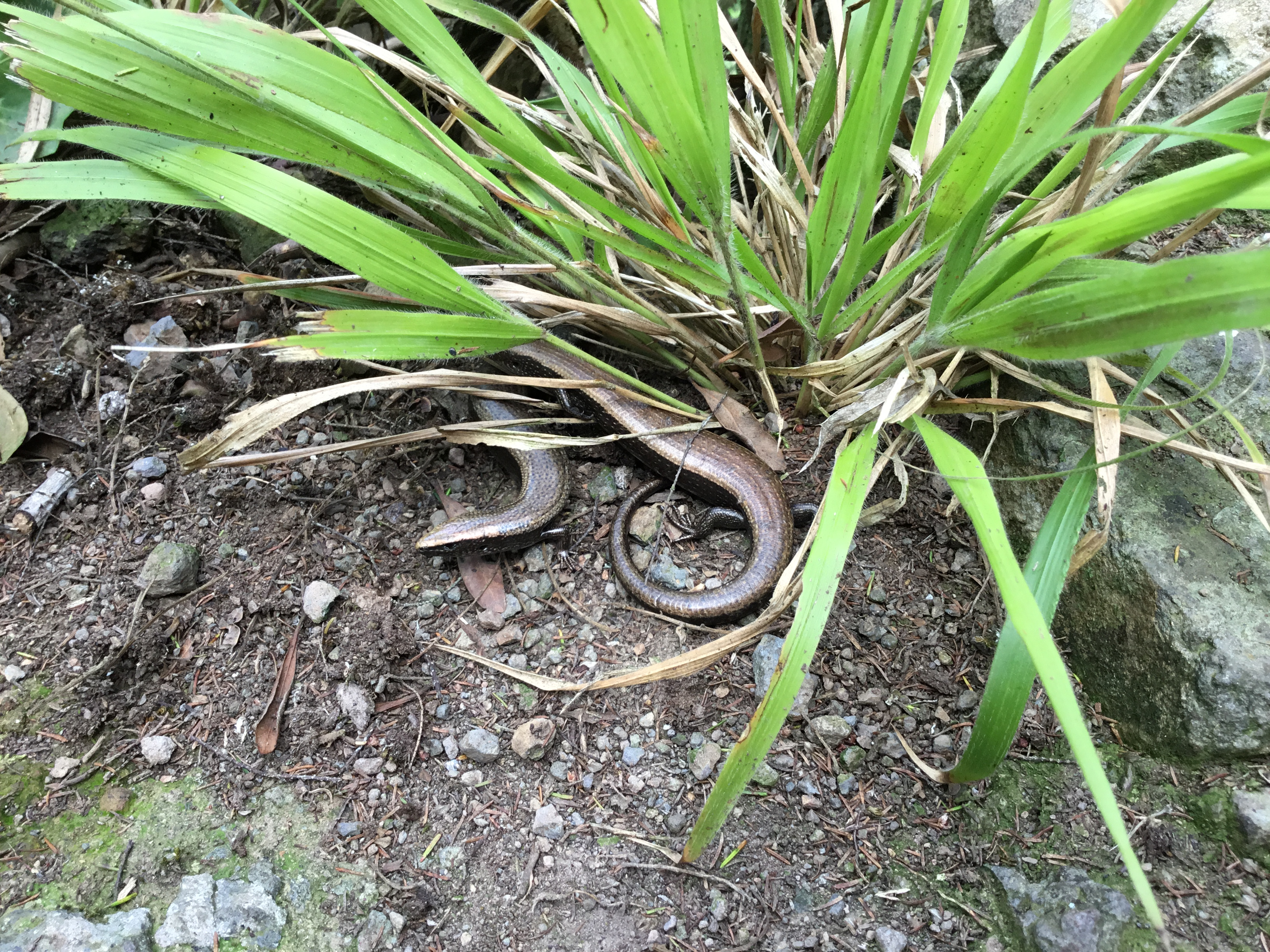
Dos lisas de C. viridanus en Anaga, Tenerife. La lisa de la izquierda es un macho; la de la derecha, una hembra.

Dentro de las especies de lisas se encuentran Chalcides sexlineatus, en Gran Canaria; C. simonyi, probablemente extinta en Lobos pero se encuentra en áreas fragmentadas de Lanzarote y Fuerteventura; C. coeruleopunctatus en La Gomera y El Hierro; C. viridanus en Tenerife, La Gomera y El Hierro.

### Lagartos gigantes

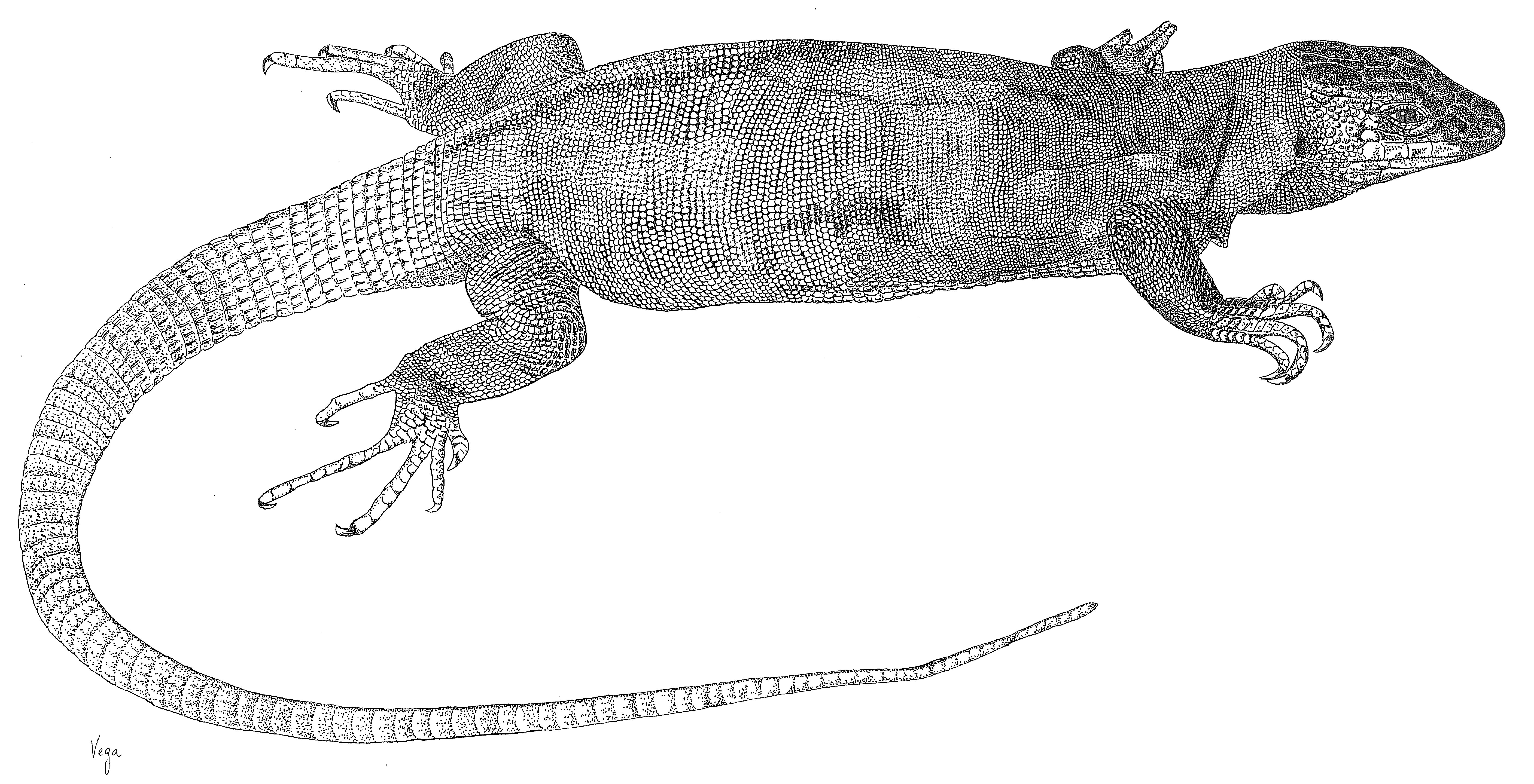
Lagarto gigante de El Hierro.

En las islas existen varias especies endémicas de lagartos gigantes, actualmente algunas se han extinguido por la destrucción de su hábitat y la introducción de especies exóticas.
Hoy en día la más abundante es el lagarto gigante de Gran Canaria (Gallotia stehlini).
El lagarto gigante de El Hierro (Gallotia simonyi machadoi) y el lagarto gigante de La Gomera (Gallotia bravoana), están en peligro de extinción y son objeto de programas de reproducción en cautiverio y reintroducción en áreas de menor riesgo.
El lagarto gigante de La Palma (Gallotia auaritae) se consideraba extinto hasta el descubrimiento de varios ejemplares vivos a finales de 2007. Posteriores batidas en su búsqueda no consiguieron encontrar ningún otro ejemplar.
Algo parecido le sucede al lagarto canario moteado (Gallotia intermedia), endemismo tinerfeño que en el pasado ocupaba prácticamente en todos los hábitats de la isla. La actividad humana desde hace 2500 años lo ha llevado al borde de la extinción habitando únicamente en la zona noroccidental. Fue redescubierto en el año 1996.
El lagarto atlántico (Gallotia atlantica) es endémico de Lanzarote y Fuerteventura así como en otros pequeños islotes.
El lagarto pequeño de las Canarias o lagarto de Lehrs (Gallotia caesaris) es endémico de La Gomera y El Hierro. En Madeira ha sido introducido.
El lagarto de Canarias occidental o lagarto tizón (Gallotia galloti) vive en las islas de Tenerife y La Palma.
Está extinta la especie que habitaba Tenerife y posiblemente La Gomera llamada Gallotia goliath, y el lagarto gigante del Roque Chico del Salmor (Gallotia simonyi simonyi) de El Hierro.

### Especies introducidas
La única especie de serpiente que habita el archipiélago fue introducida por el hombre, en la actualidad solo esta  presente en la isla de Gran Canaria, es la serpiente rey de California (Lampropeltis getula). Se considera una plaga y su control supone un enorme esfuerzo científico y económico.
Otra especie introducida de reptil es la salamanquesa rosada (Hemidactylus turcicus) originaria de la región mediterránea.
Además, tres especies de lagartos (Gallotia) han sido traslocados y han establecido poblaciones dentro del archipiélago pero fuera de su área de distribución natural.
Más recientemente, la moda de tener como mascota a un animal exótico ha producido la aparición de diversas especies invasoras en diferentes lugares del territorio canario.

### Tortugas marinas
Aunque no anidan en las islas, pueden observarse en las aguas del archipiélago cuatro especies de tortugas marinas:
Tortuga boba (Caretta caretta), tortuga verde (Chelonia mydas), tortuga carey (Eretmochelys imbricata) y, ocasionalmente, tortuga golfina (Lepidochelys olivacea) aunque es mucho más habitual en Cabo Verde, Azores, Madeira y la costa africana.

### Tortugas terrestres
En la actualidad no existen tortugas terrestres de forma natural en las islas, pero sí se han encontrado fósiles de tortugas gigantes extintas, de tamaño similar a las Tortugas de Galápagos. En Lanzarote y Fuerteventura se han encontrado fragmentos de huevos de taxones que no se han podido determinar, mientras que en Tenerife y Gran Canaria se han descubierto restos de las especies Centrochelys burchardi y Centrochelys vulcanica.

## Aves

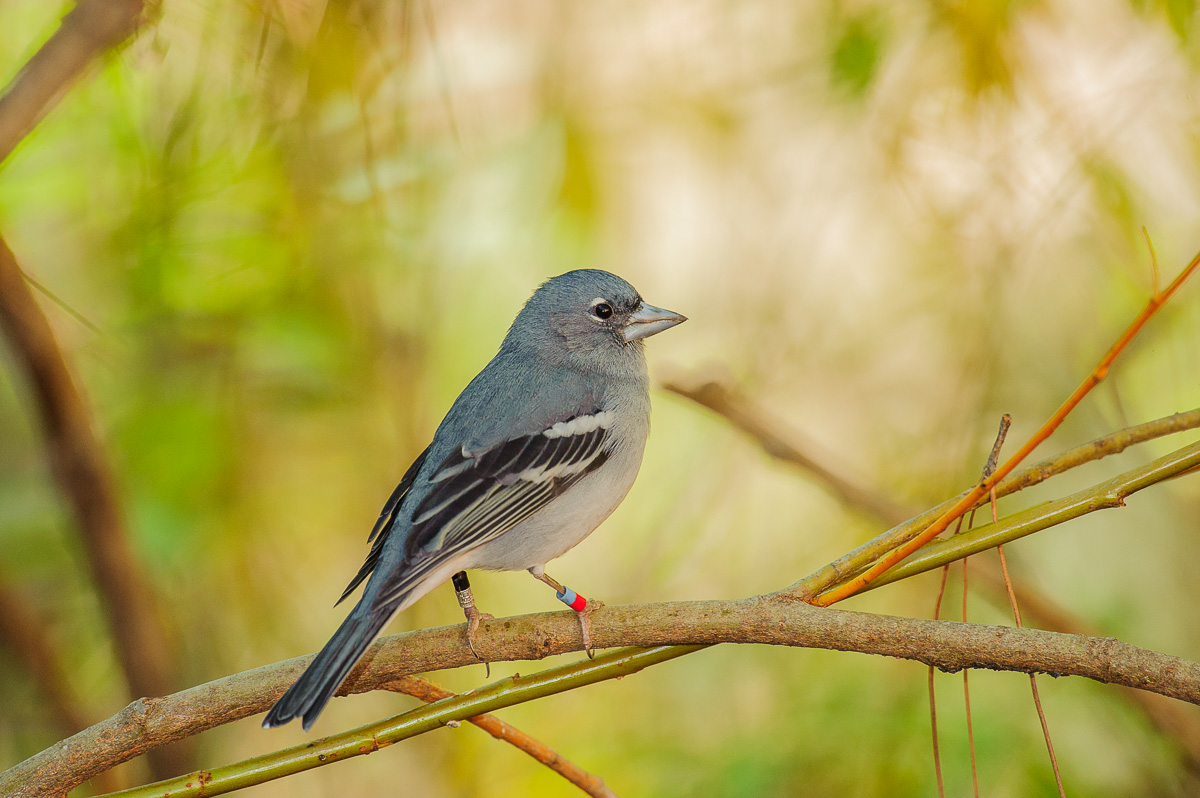
Pinzón azul de Gran Canaria (Fringilla polatzeki).

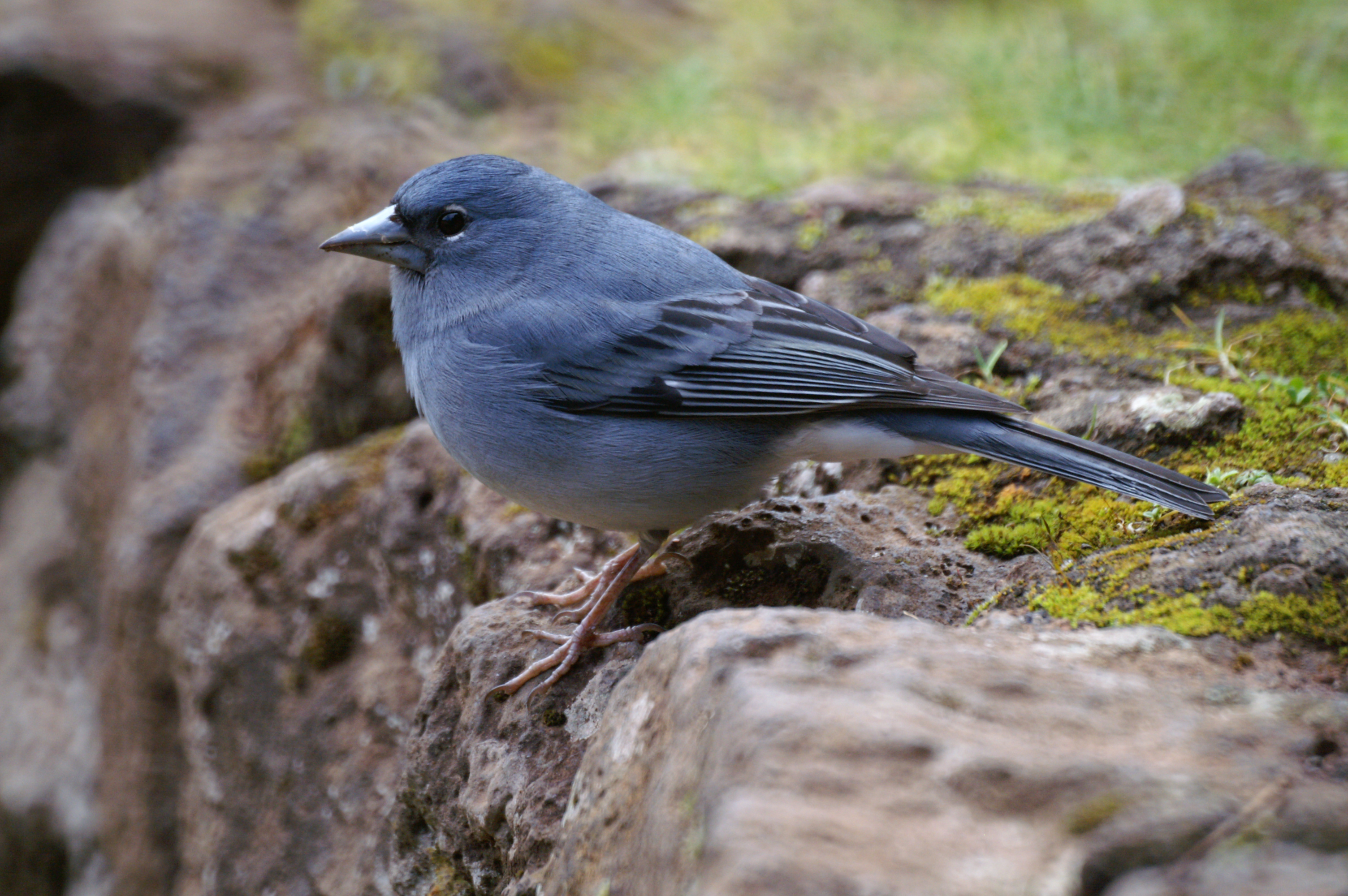
Pinzón azul del Teide (Fringilla teydea).

Son las aves junto con los reptiles las que más especies endémicas aportan a la fauna canaria, con seis especies y 36 subespecies:
- Columba junoniae (paloma rabiche)
- Columba bollii (paloma turqué)
- Regulus teneriffae (reyezuelo de Tenerife)
- Saxicola dacotiae (tarabilla canaria)
- Fringilla polatzeki (pinzón azul de Gran Canaria)
- Fringilla teydea (pinzón azul de Tenerife)
- Chlamydotis undulata fuertaventurae (hubara canaria)
- Pyrrhocorax pyrrhocorax barbarus (graja)

Algunas son endémicas de la Macaronesia como el vencejo unicolor (Apus unicolor) o el bisbita caminero (Anthus berthelotii); otras, ampliamente extendidas por Asia y África, se encuentran en las islas más orientales, como la hubara (Chlamydotis undulata) o el corredor (Cursorius cursor).
Un estudio publicado en 2016 demuestra que los pinzones azules endémicos de Gran Canaria (Fringilla polatzeki) y Tenerife (Fringilla teydea) son dos especies distintas, no subespecies. El pinzón azul de Gran Canaria está actualmente en peligro crítico de extinción y es mucho más escaso que la especie de Tenerife que tiene una distribución y población mucho más amplia por dicha isla y es un pájaro común en los bosques de pinares tinerfeños.
Un caso especial dentro de la fauna autóctona de las islas es el canario (Serinus canaria), pájaro que durante toda la Edad Moderna se extendió por todo el mundo como ave de canto.
En las estepas y demás zonas áridas de las islas más orientales del archipiélago (Fuerteventura, Lanzarote, La Graciosa y el islote de Lobos) habita el ave de mayor tamaño del archipiélago, la hubara canaria (Chlamydotis undulata fuertaventurae). Se trata de una subespecie de avutarda hubara endémica de las Canarias orientales. 
En La Palma habita la graja (Pyrrhocorax pyrrhocorax barbarus), subespecie de la chova piquirroja y exclusiva de esta isla.
Entre las rapaces cabe señalar la presencia de falcónidos como el cernícalo vulgar (Falco tinnunculus), el halcón peregrino (Falco peregrinus) o el halcón tagarote (Falco pelegrinoides); también pueblan las islas el búho chico (Asio otus), la lechuza (Tyto alba), el ratonero (Buteo buteo) (con la subespecie endémica B. buteo insularum), el milano negro (Milvus migrans), el gavilán (Accipiter nisus), y el águila pescadora (Pandion haliaetus). Los carroñeros tienen como único representante al guirre (Neophron percnopterus).
Al menos 12 especies han sido introducidas por el hombre.
Se extinguió el ostrero unicolor canario (Haematopus meadewaldoi) a principios del siglo XX.
En las islas orientales se han encontrado restos de huevos fosilizados de grandes aves. Fragmentos y huevos casi completos han sido hallados en el norte de Lanzarote en depósitos cuya datación oscila entre seis y siete millones de años. Aunque durante largo tiempo sólo se conoció la existencia de estas aves fósiles en Canarias, cuando comenzaron a realizarse estudios más exhaustivos se recolectaron numerosos huesos pertenecientes a otras especies en Lanzarote, Fuerteventura, Tenerife, La Gomera, Gran Canaria y La Palma.

## Mamíferos

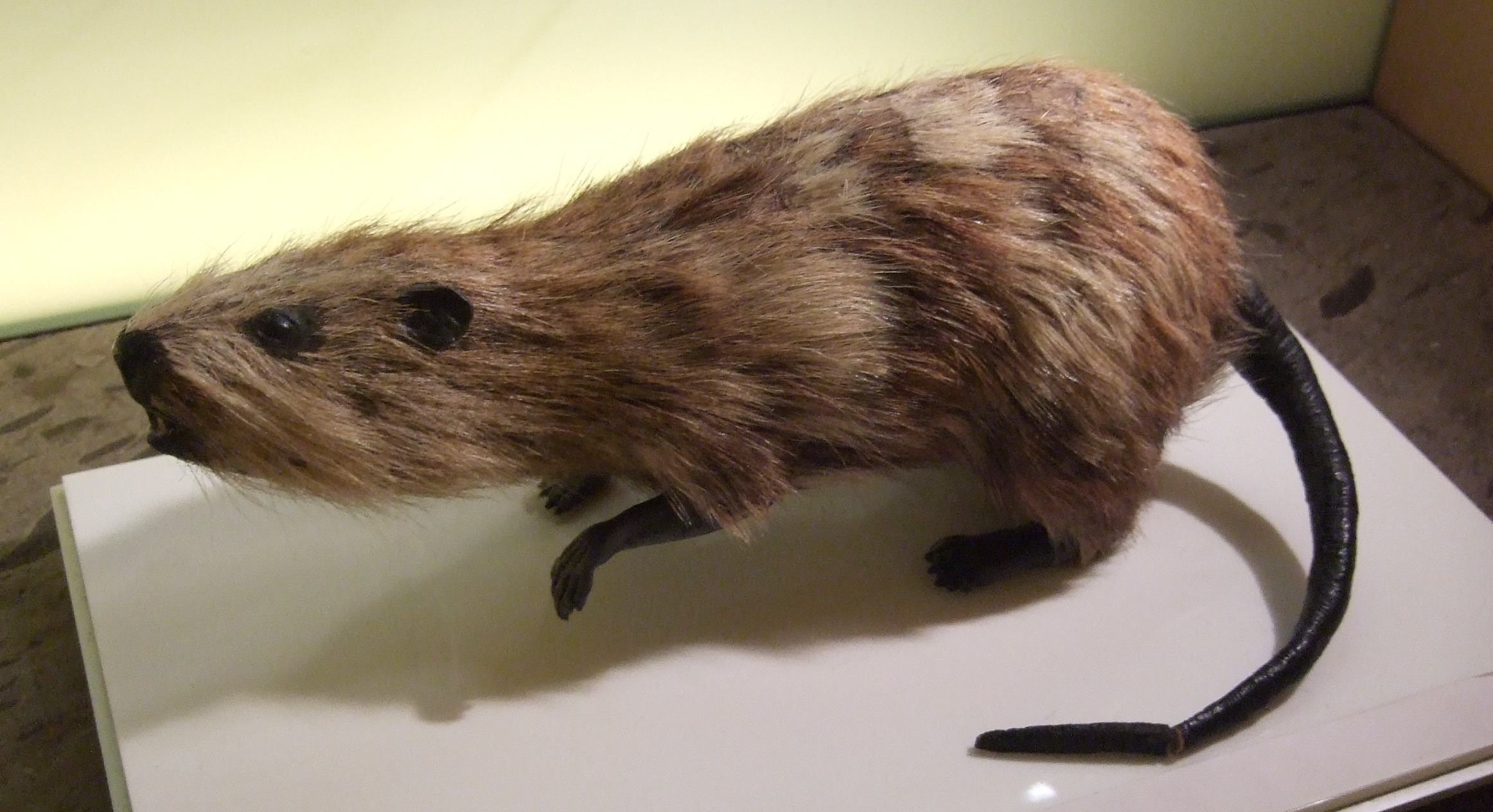
Reconstrucción de un ejemplar de Canariomys bravoi.

Existen actualmente en Canarias unas 20 especies de mamíferos terrestres, de los que la mayoría han sido introducidos por el hombre por diversas razones. Los grupos de mamíferos terrestres más importantes de las islas Canarias son los murciélagos y las musarañas, dado que nueve especies de esos dos grupos (siete especies de murciélago y dos de musaraña), son consideradas las únicas especies genuinamente autóctonas de mamíferos terrestres de las islas Canarias.

### Murciélagos
Existen ocho especies de murciélagos, lo que convierte a estos en el grupo más importante de todos los mamíferos terrestres canarios. El más importante desde el punto de vista taxonómico es el murciélago orejudo canario (Plecotus teneriffae) que es el único endemismo mamífero exclusivo de las islas Canarias plenamente reconocido. Además de este, existe otra especie endémica macaronésica de murciélago, distribuida también en la isla de Madeira, el murciélago de Madeira (Pipistrellus maderensis). El estado de conservación de ambos es el de especie en peligro de extinción.
El resto de especies presentes son el nóctulo pequeño (Nyctalus leisleri) presente en Tenerife y La Palma, el murciélago montañero (Hypsugo savii), el murciélago rabudo (Tadarida teniotis), el murciélago de borde claro (Pipistrellus kuhlii), el murciélago de bosque (Barbastella barbastellus), probablemente el más escaso, y el murciélago egipcio (Rousettus aegyptiacus), siendo descubierta su introducción no natural en 2001 y el único perteneciente al suborden Megachiroptera.

### Musarañas
Las musarañas presentes en Canarias, todas de la subfamilia Crocidurinae, son la subespecie musaraña de Osorio (Crocidura russula osorio) y la musaraña canaria (Crocidura canariensis). La musaraña de Osorio probablemente alcanzó la isla de Gran Canaria hace pocos siglos proveniente del sur de la península ibérica. La musaraña canaria está presente solo en Lanzarote, Fuerteventura, Isla de Lobos y Montaña Clara, aunque su clasificación taxonómica como especie o subespecie de la musaraña gris (Crocidura russula), se haya aún hoy en discusión.
La musarañita (Suncus etruscus) fue descubierta en 1983 en la isla de Tenerife (zona de La Victoria) aunque ha prosperado rápidamente por toda la zona norte de la isla.

### Especies extintas
En el pasado también habitaron las islas dos especies de ratas gigantes: Canariomys bravoi y Canariomys tamarani en Tenerife y Gran Canaria, respectivamente, hoy ambas extintas.

### Especies introducidas

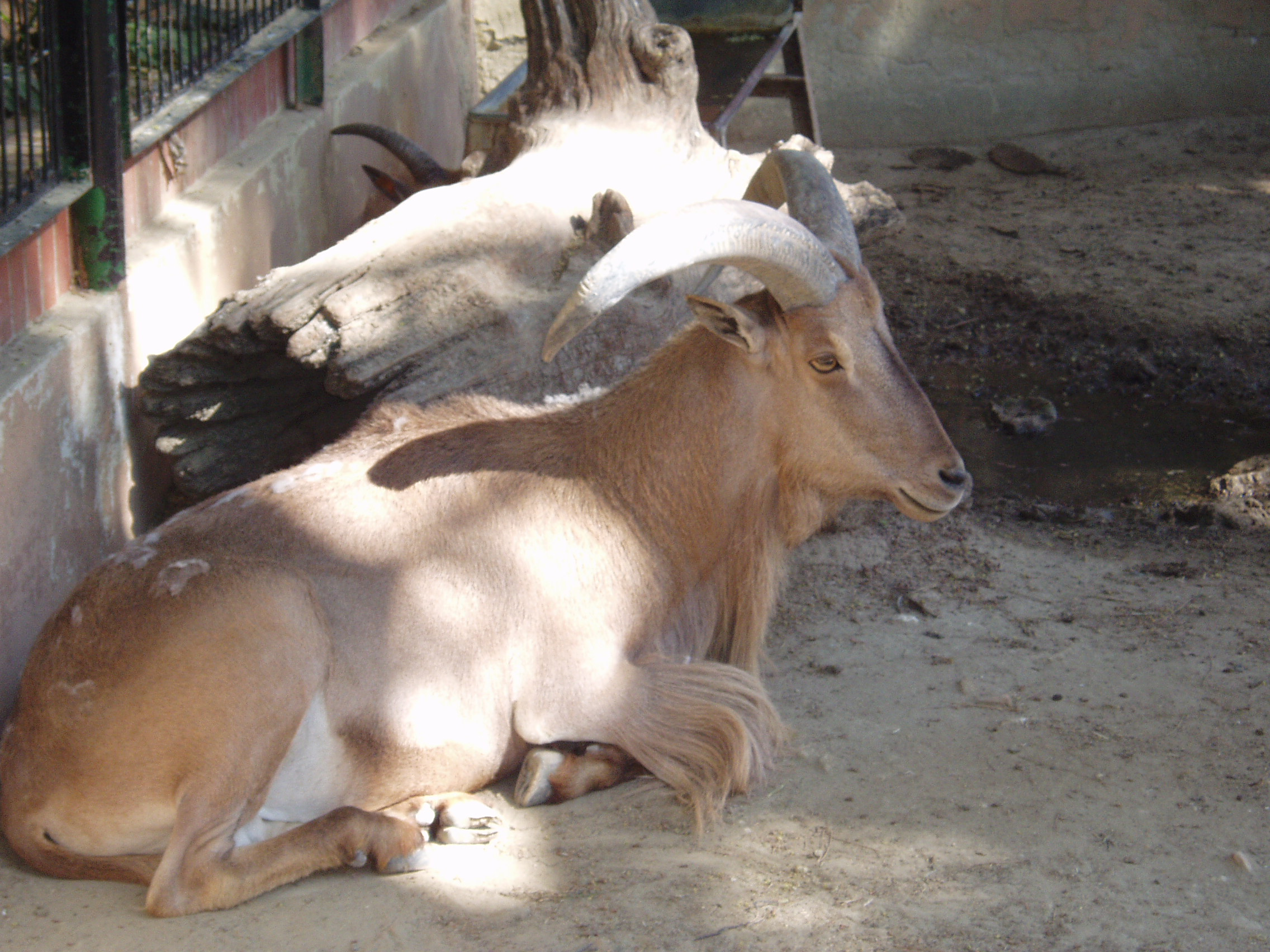
Arruí.

A lo largo de su historia, las islas Canarias han visto cómo el hombre ha ido introduciendo diversas especies foráneas cuya presencia ha supuesto un claro impacto para la fauna autóctona. Antes de la conquista castellana de las islas ocurrida entre los siglos XIV y XV, los pueblos aborígenes, dedicados fundamentalmente al pastoreo, habían introducido cabras, cerdos y perros desde el Norte de África, lo que provocó un primer impacto entre la fauna endémica.
Los castellanos a su vez introdujeron el ganado vacuno y caballar  y probablemente, el conejo (Oryctolagus cuniculus). Es de suponer que ratas (Rattus rattus y Rattus norvegicus) y ratones (Mus musculus) alcanzaron las islas Canarias de un modo accidental, a bordo de embarcaciones. Sin embargo, se sabe que el erizo moruno (Atelerix algirus), hoy presente en casi todas las islas, fue introducido en Fuerteventura a finales del siglo XIX. Del mismo modo, la ardilla moruna (Atlantoxerus getulus) fue introducida en Fuerteventura en 1965, siendo hoy muy común en toda la isla.
Otras especies fueron introducidas con una clara intención cinegética, como el arrui (Ammotragus lervia) en La Palma y el muflón (Ovis musimon) en Tenerife en los años 70 del siglo XX, siendo un hecho constatado que ambos caprinos consumen como parte de su dieta, habitualmente, flora endémica del Parque nacional de la Caldera de Taburiente y del Parque nacional del Teide respectivamente.
En 1405 se introdujo en Canarias el conocido hoy como camello canario, en realidad dromedario de la especie Camelus dromedarius, cuyo origen genético proviene de la región argelina de Tinduf. Desde el año 2015 el camello canario es reconocido como raza autóctona de su especie, no ha ido cruzado con otros ejemplares africanos en los últimos 30 años, y cuenta con unos 1200 ejemplares en las islas. 
En 1840 desde Tenerife, se exportaron varios ejemplares de camello canario hacia Australia, de los que sobrevivió al viaje únicamente uno, al que llamaron Harry, y que se convirtió en el primer ejemplar de camello de Australia.

## Símbolos animales de Canarias
En este aspecto, es importante mencionar que algunas especies endémicas o presentes en el archipiélago han sido establecidas por el Gobierno de Canarias como símbolos de las distintas islas y del archipiélago en su conjunto.